# Château-Arnoux-Saint-Auban
Château-Arnoux-Saint-Auban es una población y comuna francesa, situada en la región de Provenza-Alpes-Costa Azul, departamento de Alpes de Alta Provenza, en el distrito de Digne-les-Bains y cantón de Château-Arnoux-Saint-Auban. En 2018 tenía una población de 5120 habitantes.
Se ubica unos 10 km al oeste de Digne-les-Bains, en la orilla occidental del río Durance, a medio camino entre Marsella y Grenoble sobre la carretera A51.
Se conoce la existencia de la localidad en documentos desde 1182, cuando se menciona con el topónimo Castrum Arnuphum. Aquí había una fortificación que pertenecía a la casa noble de Entrevennes-Mison hasta 1129, cuando fue conquistada por el conde de Forcalquier. La parroquia dependía en el siglo XII de la abadía de San Andrés de Villeneuve-lès-Avignon. En 1220, un acuerdo firmado en Meyrargues mantuvo la localidad en manos del último conde de Forcalquier, Guillermo de Sabran, como un enclave dentro de las tierras de Ramón Berenguer V de Provenza. Posteriormente este enclave pasó a manos de varias familias nobles.

## Demografía
| 5785 | 6532 | 6240 | 5576 | 5109 | 4970 |
| Para los censos de 1962 a 1999 la población legal corresponde a la población sin duplicidades (Fuente: INSEE [Consultar]) |      |      |      |      |      |